# Opća opasnost
Opća opasnost, hrvatski je rock sastav iz Županje, osnovan 1992. godine.

## Povijest sastava

### Početci
Do početka Domovinskog rata malo je ljudi znalo da se u Županji godinama svira i sluša dobar rock and roll, i to u onoj tvrđoj, hard rock inačici. Dolaskom rata, kada je opća opasnost postala svakodnevnica Županje, grupa mladih ljudi iskoristila je tu sintagmu da skrene pozornost na svoj grad i da istovremeno pokaže kako u Županji ne samo da se brani Hrvatska, već se, bez obzira na strahote ratnih pustošenja, živi, radi i nadasve, stvara dobra glazba.
Sastav "Opća opasnost" odlučila su osnovati dvojica mladih Županjaca u sastavu 131. brigade Hrvatske vojske, Slaven Živanović - Žiža i Pero Galić 1992. godine. Pridružili su im se Igor Kolić i Silvio Soljačić na gitarama, Eugen Nemet na bubnjevima i Ivan Nol na bas-gitari te su iste godine snimili svoj prvi materijal, album koji je naslovljen jednostavno, Opća opasnost. Album je dovršen 1993. godine, no nikada nije izdan nego je podijeljen u lokalnim okvirima. Album je sadržavao osam domoljubnih te jednu ljubavnu pjesmu, a većinu pjesama potpisuje Slaven Živanović - Žiža.

### Razvoj sastava
Grupu ubrzo napuštaju Ivan i Eugen, Igor preuzima bas-gitaru, a za bubnjeve sjeda Ranko Šlibar. U jesen iste godine ulaze u studio i pod produkcijom Darka Gregla i Marijana Brkića snimaju prvi službeni album Treba mi nešto jače od sna. Većinu pjesama potpisuju   Mario Vestić i Pero Galić, a pjesme "Opća opasnost" i "Treba mi nešto jače od sna" probijaju se na visoka mjesta tadašnjih top ljestvica.
Slavne 1995. godine grupa priprema novi album pod nazivom Amerika, no uoči ulaska u studio zbog osobnih ih razloga napušta gitarist Silvio Soljačić. Kako je sve već bilo spremno za početak snimanja, ne traže novog gitarista nego u pomoć Žiži priskače Žarko Fabek - Febo, koji je i producirao album, a ujedno je zajedno s Mariom Vestićem autor većine pjesama na albumu. Iste godine nastupaju na "Arenafestu" s pjesmom "Njene sjene" i pobiru glavnu nagradu.
Ubrzo nakon toga pridružuju im se Vlado Soljačić, mlađi brat bivšeg gitarista Silvija na gitari i Branimir Jovanovac - Bani na klavijaturama.
U osvit vojno-redarstvene akcije Oluje sastav snima EP Vrijeme je za grom, a u naslovnoj pjesmi za koju je snimljen i poznati spot, pozivajući na odlučan otpor agresoru i iskazujući podršku hrvatskim braniteljima.

### Poslijeratno razdoblje
Po završetku rata, 1996. godine, grupa ponovno ulazi u studio gdje snimaju novi album Ruski rulet. Nakon snimljenje dvije pjesme, Ranko napušta sastav, a pridružuje im se Josip Kamenski - Kameni. Album izlazi 1997. godine pod produkcijom Branimira Jovanovca - Banija. Sve pjesme na albumu napisao je Mario Vestić.
S pjesmom "Mjesečar" pobjeđuju na "OSFEST"u 1998., a 1999. godine u suradnji s Najboljim hrvatskim tamburašima nastupaju na festivalu "Zlatne žice Slavonije" s pjesmom "Rastaviše i nas dvoje". Iste godine s istoimenom navijačkom skupinom NK Graničara snimaju himnu kluba "Olimpijci".
U osvit novoga tisućljeća uz sva previranja na estradnoj sceni, sastav ne nalazi kvalitetno rješenje za egzistenciju stvaranjem rock glazbe, te se ne želeći promijeniti glazbeni izričaj kojem su vjerni, povlače sa scene.

### Povratak
Iako su se povukli sa scene, Opća opasnost se nije nikada raspala, te odrađuju nekoliko prigodnih nastupa 2002. i 2005. godine.
Vidjevši potporu koju uživaju i omiljenost svojih pjesama, sastav se odlučuje 2008. godine ponovno okupiti, te koncertom u Osijeku gdje nastupaju kao predgrupa sastavu Whitesnake najavljuju povratak na scenu. 
U novogodišnjoj emisiji "Garaža" na HRT-u najavljuju svoj povratak široj publici te predstavljaju dvije nove pjesme, baladu "Nisam rođen pod sretnim zvijezdama" te uspješnicu "Uzalud sunce sja", ujedno i prvi singl koji je najavio novi album. Krajem zime izdali su svoje prvo kompilacijsko izdanje Best of koje uz 16 odabranih pjesama s albuma sadrži i nikad izdane pjesme "Njene sjene" te "Rastaviše i nas dvoje" koja je studijski snimljena s Najboljim hrvatskim tamburašima.
U jesen 2009. godine objavljuju novu pjesmu "Tri rijeke" te video-spot za istu u suradnji sa Zoranom Mišićem.
Za travanj 2011. najavljen je novi album, Vrati se na svjetlo kojem prethodi singl "Virtualni novi svijet".
Dana 12. prosinca 2012. na Narodnom radiju objavljena je premijera novog singla "Preživio sam" koji će biti na sljedećem albumu Opće opasnosti koji bi trebao izaći 2013. godine.
U proljeće 2013. u Slavonskom Brodu prvi put uživo izvode pjesmu „Nenapisana stranica”.

### Raspad
Smrću gitarista Slavena Živanovića, bend je odlučio da kao sastav više neće nastupati, a Pero Galić odlučio je djelovati kao samostalni glazbenik. 

## Članovi sastava
- Pero Galić – vokali (1992. – 1999., 2002., 2005., 2008. - danas)
- Slaven Živanović "Žiža"  – gitara (1992. – 1999., 2002., 2005., 2008. -  2025.)
- Igor Kolić – bas-gitara, gitara (ranije) (1992. – 1999., 2002., 2005., 2008. - danas)
- Vlado Soljačić "Sojka" – gitara (1995. – 1999., 2008. - danas)
- Josip Kamenski "Kameni" – bubnjevi (1996. – 1999., 2002., 2005., 2008. - danas)
- Branimir Jovanovac "Bani" – klavijature (1995. – 1999., 2008. - danas)

Bivši članovi
- Ranko Šlibar – bubnjevi (1993. – 1996.)
- Silvio Soljačić "Sojka stariji" – gitara (1992. – 1995.)
- Eugen Nemet – bubnjevi (1992. – 1993.)
- Ivan Nol – bas-gitara (1992. – 1993.)

## Diskografija
- Opća opasnost (1993.)
- Treba mi nešto jače od sna (1994.)
- Amerika (1995.)
- Vrijeme je za grom (1995.)
- Ruski rulet (1997.)
- The best of (2009.)
- 15 godina... i ovaj grad - Live Županja 2009. (2010.)[2]
- Vrati se na svjetlo (2011.)
- Live in Garaža 2009/2011 (2011.) - FanClub bootleg
- Rocker ... to sam ja (2014.)
- Karta do prošlosti (2019.)

## Vanjske poveznice
- Službena stranica